# Hasan Mohamadi (voleibolista)
Hasan Mohamadi es un deportista iraní que compitió en voleibol adaptado. Ganó una medalla de oro en los Juegos Paralímpicos de Barcelona 1992.

## Palmarés internacional
| Juegos Paralímpicos | Juegos Paralímpicos | Juegos Paralímpicos | Juegos Paralímpicos      |
| Año                 | Lugar               | Medalla             | Competición              |
| ------------------- | ------------------- | ------------------- | ------------------------ |
| 1992                | Barcelona (España)  | Medalla de oro      | Torneo masculino sentado |